# Verbandsgemeinde Ruwer
La comunità amministrativa della Ruwer (Verbandsgemeinde Ruwer) si trova nel circondario di Treviri-Saarburg in Renania-Palatinato, in Germania.

## Comuni
Fanno parte della comunità amministrativa i seguenti comuni:
| Comune, città | Sup. (km²) | Abitanti |
| ------------- | ---------- | -------- |
| Bonerath      | 4,25       | 226      |
| Farschweiler  | 7,45       | 823      |
| Gusterath     | 4,41       | 2 014    |
| Gutweiler     | 2,51       | 740      |
| Herl          | 2,83       | 238      |
| Hinzenburg    | 2,87       | 131      |
| Holzerath     | 6,79       | 461      |
| Kasel         | 4,53       | 1 285    |
| Korlingen     | 2,08       | 808      |
| Lorscheid     | 5,09       | 539      |
| Mertesdorf    | 6,47       | 1 716    |
| Morscheid     | 5,48       | 911      |
| Ollmuth       | 3,92       | 159      |
| Osburg        | 32,92      | 2 360    |
| Pluwig        | 4,87       | 1 670    |
| Riveris       | 2,11       | 397      |
| Schöndorf     | 10,03      | 794      |
| Sommerau      | 1,04       | 73       |
| Thomm         | 4,49       | 1 072    |
| Waldrach      | 12,46      | 2 052    |
| VG Ruwer      | 126,60     | 18 469   |

(Abitanti al 31 dicembre 2021)